# Joensuu
Joensuu és una ciutat a l'est de Finlàndia, capital de Carèlia Septentrional, a la província de la Finlàndia Oriental i fundada l'any 1848.
Joensuu compta amb dos centres universitaris, la Universitat de Joensuu (6.000 alumnes) i el Politècnic de la Carèlia del Nord (3.500 alumnes). Les majors empreses de la ciutat són el mateix ajuntament, l'Hospital de la Federació de Municipis del Districte de la Carèlia del Nord, Abloy, Perlos i Punamusta. A més, l'Institut dels Boscos Europeus, la Universitat, altres centres d'estudi, i empreses d'exportació com Aboy, Perlos, o Silvicultura John Deere li afegeixen un sabor internacional.

## Història

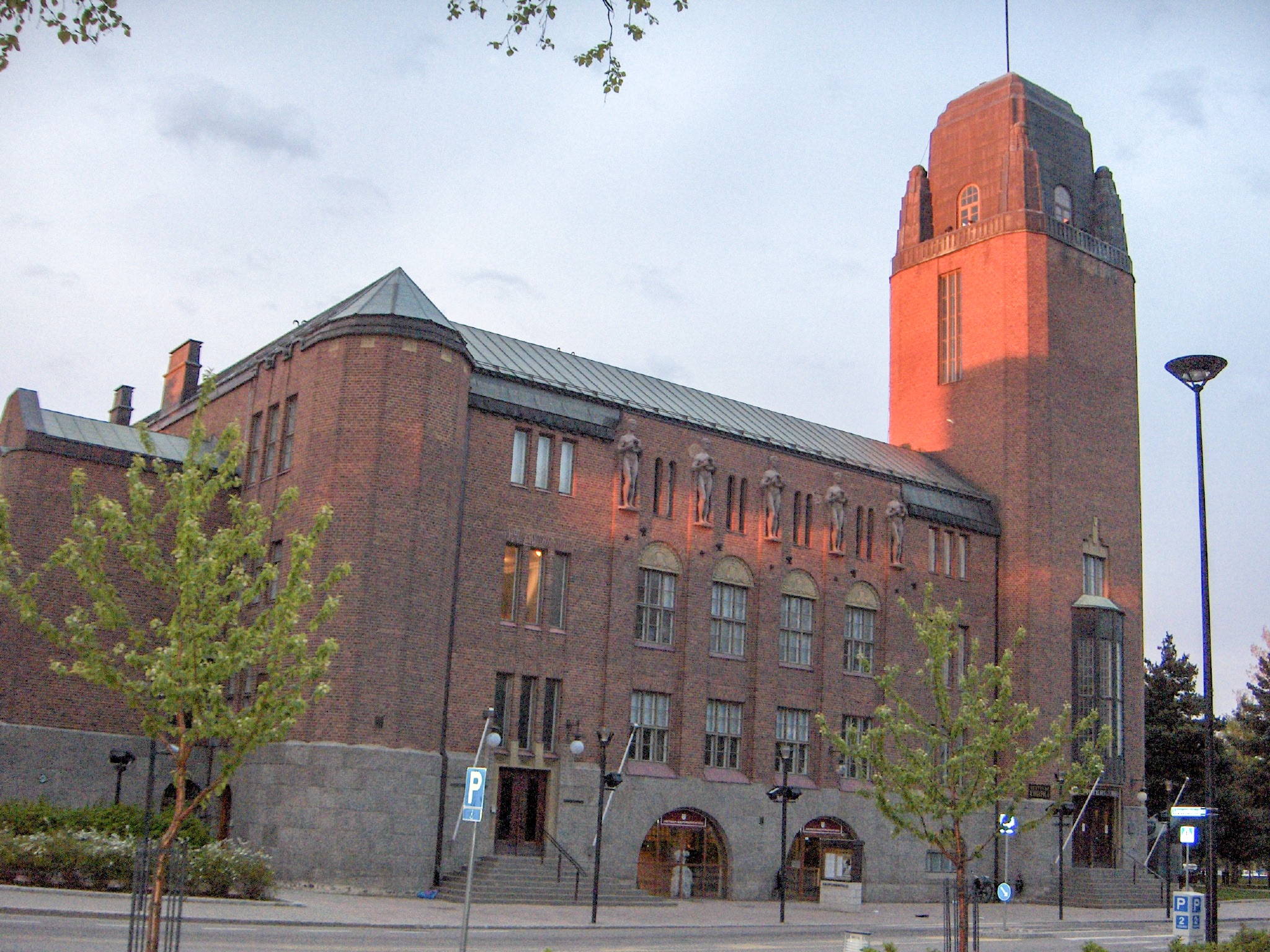
Ajuntament de Joensuu

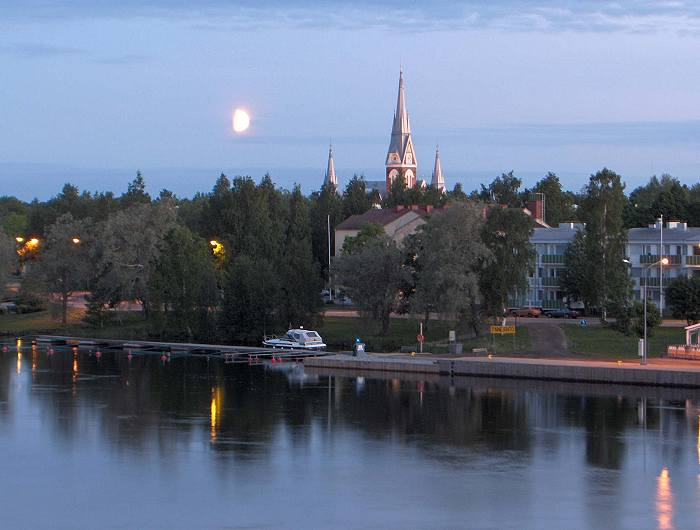
La principal església luterana de Joensuu és coneguda per les seues torres, que, en aquesta imatge, estan il·luminades pel sol de mitjanit amb la lluna al costat

La ciutat de Joensuu, fundada pel Tsar Nicolau I de Rússia l'any 1848, és la capital de la regió de la Carèlia Septentrional. Durant el segle xix Joensuu va ser una ciutat menestral i comercial. Quan el 1860 li foren concedits drets especials per mercadejar i li foren retirades les restriccions a la indústria, les serraries pogueren créixer i prosperar. El trànsit fluvial va millorar amb la construcció del Canal Saimaa. D'aquesta manera, hom possibilità el comerç entre les regions de la Carèlia del Nord, Sant Petersburg i Europa central. A finals de segle Joensuu era un dels ports més importants de Finlàndia.
Al llarg dels segles els mercaders carelians han trescat pel riu Pielisjoki, que ha estat des de sempre el centre de la vila. Els canals, completats a finals de 1870 van incrementar el trànsit fluvial. Milers de vaixells de vapor, gavarres i rais han navegat pel riu durant aquesta era daurada del trànsit fluvial. Així, el riu Pielisjoki ha estat a més una ruta important de baixada de troncs, proveint les serreries i fusteries.
Durant les últimes dècades, la petita ciutat agrària ha esdevingut la capital de la província. L'èxit en les annexions regionals, l'establiment de la província de Carèlia i les inversions en educació han estat les accions més decisives en aquest desenvolupament.
La Universitat de Joensuu ha crescut en 25 anys fins a tenir 8 facultats, i és cabdal per explicar la vitalitat de la ciutat i de tota la regió, la qual s'ha beneficiat de la cooperació internacional diversificada en ciència, indústria i comerç.
El fet de ser la frontera a l'est ha estat també un factor important en la història de la ciutat. La República de Carèlia és un altre cop una àrea significativa de cooperació amb les regions properes de Rússia. Com a exemple, les companyies d'exportació continuen la tradició del segle xix.
Així mateix, Joensuu ofereix diverses activitats de lleure: Ilosaarirock, l'Hivern Musical de Joensuu, el Festival de Cultura Visual Viscult, concerts de gospel, i una natura ben conservada augmenten els atractius de la ciutat.
De vegades, ha estat anomenada la 'Capital dels Boscos d'Europa' perquè s'hi troba l'Institut dels Boscos Europeus. També hi ha centres d'investigació i recursos educacionals sobre silvicultura.
Des del 2009, els municipis d'Eno i Pyhäselkä formen part de Joensuu.

## Estadístiques
- Població (l'any 2005): vora 58,000
- Taxa d'atur (el 28 de març de 2002): 17,5%
- Àrea compresa: 1313 km²
- Terres: 1174 km²
- Tasa d'impostos: 19%
- Aeroport més proper: Liperi, 11 km
- Port més proper terra endins: Joensuu
- Districtes: 26

## Distàncies
Distàncies a altres ciutats finlandeses:
| Ciutat       | Distància | Direcció |
| ------------ | --------- | -------- |
| Hèlsinki     | 437 km    | SO       |
| Jyväskylä    | 245 km    | O        |
| Kuopio       | 136 km    | NO       |
| Lappeenranta | 235 km    | SO       |
| Oulu         | 393 km    | NO       |
| Savonlinna   | 133 km    | SO       |
| Tampere      | 393 km    | SO       |
| Turku        | 542 km    | SO       |
| Vaasa        | 492 km    | O        |

## Fills il·lustres
- Maikki Järnefelt (1871-1929), soprano.
- Rolf Nevanlinna (1895-1980), matemàtic.

## Ciutats agermanades
Joensuu  manté una relació d'agermanament amb les següents ciutats:
- Linköping (Suècia), des del 1940.
- Ísafjörður (Islàndia), des del 1948.
- Tønsberg (Noruega), des del 1948.
- Hof (Alemanya), des del 1970.
- Vílnius (Lituània), des del 1970.
- Petroskoi (Rússia), des del 1994.
- Sortavala (Rússia)
- Districte de Suoiàrvi (Rússia)